# Unges Laboratorier for Kunst
Unges Laboratorium for Kunst (ULK) er en ungdomsafdeling på Statens Museum for Kunst.
ULK blev skabt i 2007 og består af unge, der frivilligt laver projekter, der skal formidle og skabe kunst uden for museet. De deltagende bliver kaldt "kunstpiloter" og består af 20-25 unge i alderen mellem 16-26.
Selve projektet blev originalt skabt efter en donation fra Egmont Fonden
ULK beskriver selv deres strategi og tilgang til kunsten som "SMK for alle", hvor målet er at have større diversitet på museet og endvidere at formidle kunst til mennesker uden for museet.
Ifølge Den Nationale Brugerundersøgelse (2009-2018) var Statens Museum for Kunst det museum i Danmark, der havde det største antal unge besøgende, hvilket er ét år efter ULKs opstart.

## SMK Fridays
ULK har også været med til at facilitere SMK Fridays, der foregår på Statens Museum for Kunst. Syv fredage om året er der et event med et tema. Her kan man efter lukketid opleve art talks, musik, filmvisninger. performances og endvidere købe drinks.. Eksempelvis var der i marts 2020 temaet "Disappearing Art", der indebar eksperimenterende performances og fremstilling af kunstværker, der var blevet spist af mus og sølvfisk.

## Tidligere projekter

### Point and Shoot
ULKs første projekt, Point and Shoot, var i 2011 og indebar unge mænds dokumentation af deres eget liv, ved at filme og tage billeder af deres hverdag. Det var et fællesproduktion, der blev viderearbejdet blandt andet i Osram Huset på Nørrebro.

### Wraplab
Også i 2011 var ULKs andet projekt på Roskilde Festival, hvor de havde plastik-wrap-lærreder og møbler, hvor man kunne eksperimentere med materialet.

### Skyen
Et af ULKs mere kendte projekter var dekorationen af stofindtagelsesrummet Skyen på Istedgade, Vesterbro. I 2015 arbejde 12 frivillige i halvandet år på at dekorere rummet ved at klæbe reproducerede kunstværker fra Statens Museum for Kunst op på væggene. Det var på baggrund af interviews og samtaler med brugerne

### Kulturmødet Mors
ULK har blandt andet været med på Kulturmødet Mors i 2017, hvor de havde kulturpolitisk meditation for at revurdere selvindsigt og fælleskulturelle identitet gennem meditationsguider, megafon og lydcollager. Der var også kulturpolitisk dartturnering.